# Ohio State Route 163
State Route 163 (SR 163) ist ein 74,42 km langer in West-Ost-Richtung verlaufender State Highway im Nordwesten des US-Bundesstaates Ohio. Der westliche Terminus der SR 163 befindet sich an einer T-artigen Kreuzung mit dem U.S. Highway 20 (US 20) und U.S. Highway 23 (US 23) etwa 10 km südöstlich der Stadtgrenzen von Perrysburg. Die Straße hat ihren östlichen Endpunkt an der Kreuzung mit der Hartshorn Road, etwa 3 km westlich von Marblehead, auf der Halbinsel zwischen dem Eriesee und der Sandusky Bay.

## Streckenbeschreibung
Die Trasse der SR 163 verläuft durch den Nordosten des Wood County und die gesamte Weite des Ottawa County. Kein Abschnitt der Streckenführung ist Bestandteil des National Highway System (NHS), das als wichtig für die Wirtschaft, Mobilität und Verteidigung der Vereinigten Staaten gilt.

## Geschichte
Der Highway ist seit 1923 als SR 163 ausgewiesen. Ursprünglich war der Highway entlang seiner heutigen Strecke von der Kreuzung mit der SR 51 ein Teil der damaligen SR 2, die später zum heute nicht mehr bestehende SR 102 wurde. Sie führte entlang der Außenbezirke von Genoa zum östlichen Ende bei Marblehead.  SR 163 wurde entlang einer zuvor nichtnumerierten Strecke von Genoa westwärts ins Wood County zum heutigen westlichen Endpunkt an der US 20 südöstlich von Perrysburg verlängert.

## Verlauf
| County | City oder Township             | mi    | km    | Richtung         | Bemerkungen                                                                                 |
| --- | ------------------------------ | ----- | ----- | ---------------- | ------------------------------------------------------------------------------------------- |
| Wood County | Troy Township                  | 0,00  | 0,00  | US 20 US 23      | westlicher Endpunkt an T-Kreuzung                                                           |
| Wood County | Troy–Lake- Township-Grenze     | 2,29  | 3,69  | OH 420           |                                                                                             |
| Ottawa | Clay Township                  | 8,90  | 14,32 | OH 51            | Ampelkreuzung                                                                               |
| Ottawa | Harris–Benton- Township-Grenze | 14,83 | 23,87 | OH 590           |                                                                                             |
| Ottawa | Oak Harbor                     | 18,66 | 30,03 | OH 105 westwärts | westlicher Endpunkt des gemeinsamen Verlaufes der SR 105                                    |
| Ottawa | Oak Harbor                     | 19,10 | 30,74 | OH 105/ OH 19    | östliches Ende des gemeinsamen Verlaufes mit SR 105, zugleich östlicher Endpunkt der SR 105 |
| Ottawa | Erie Township                  | 25.69 | 41.34 | OH 358 nordwärts | südlicher Endpunkt der SR 358                                                               |
| Ottawa | Erie Township                  | 26,73 | 43,02 | OH 2 ostwärts    | Exit 115 (SR 2); Einfahrt zur SR 2 ostwärts und Ausfahrt von der SR 2 westwärts             |
| Ottawa | Port Clinton                   | 31,92 | 51,37 | OH 2/ OH 53      | Exit 121 (SR 2)                                                                             |
| Ottawa | Danbury Township               | 35,58 | 57,26 | OH 53            |                                                                                             |
| Ottawa | Danbury Township               | 36,19 | 58,24 | OH 269 südwärts  | westliches Ende des gemeinsamen Verlaufes mit SR 269                                        |
| Ottawa | Danbury Township               | 36,62 | 58,93 | OH 269 nordwärts | östliches Ende des gemeinsamen Verlaufes mit SR 269                                         |
| Ottawa | Danbury Township               | 46,28 | 74,48 | Hartshorn Road   |                                                                                             |
| 0000 1.000 mi = 1.609 km; 1.000 km = 0.621 mi 00 Endpunkt gemeinsamer Verlauf 00000000 Ein-/Ausfahrt nicht in beide Richtungen |                                |       |       |                  |                                                                                             |

## Belege
1. 1 2  Ohio Department of Transportation: Technical Services Straight Line Diagrams: SR 163, Wood County. Archiviert vom Original am 25. März 2012; abgerufen am 18. Juni 2011.  Info: Der Archivlink wurde automatisch eingesetzt und noch nicht geprüft. Bitte prüfe Original- und Archivlink gemäß Anleitung und entferne dann diesen Hinweis.
2. 1 2  Ohio Department of Transportation: Technical Services Straight Line Diagrams: SR 163, Ottawa County. Archiviert vom Original am 25. März 2012; abgerufen am 18. Juni 2011.  Info: Der Archivlink wurde automatisch eingesetzt und noch nicht geprüft. Bitte prüfe Original- und Archivlink gemäß Anleitung und entferne dann diesen Hinweis.
3. ↑  Federal Highway Administration (Hrsg.): National Highway System: Ohio.  [Karte]. (englisch, dot.gov [PDF; abgerufen am 20. Juni 2011]).
4. 1 2  ODHPW (Kartograph): Map of Ohio State Highways.  [Karte]. Hrsg.: Ohio Department of Highways and Public Works. April 1922 (englisch, dot.state.oh.us (Memento des Originals vom 28. Dezember 2010 im Internet Archive) [MRSID; abgerufen am 26. August 2011]).
5. 1 2  ODHPW (Kartograph): Map of Ohio Showing State Routes.  [Karte]. Hrsg.: Ohio Department of Highways and Public Works. Juli 1923 (englisch, dot.state.oh.us (Memento des Originals vom 28. Dezember 2010 im Internet Archive) [MRSID; abgerufen am 26. August 2011]).
6. ↑  ODOH (Kartograph): Map of Ohio Showing State Highway System.  [Karte]. Hrsg.: Ohio Department of Highways. 1934 (englisch, dot.state.oh.us (Memento des Originals vom 28. Dezember 2010 im Internet Archive) [MRSID; abgerufen am 26. August 2011]).
7. ↑  ODOH (Kartograph): Official Ohio Highway Map.  [Karte]. Hrsg.: Ohio Department of Highways. 1935 (englisch, dot.state.oh.us (Memento des Originals vom 28. Dezember 2010 im Internet Archive) [MRSID; abgerufen am 26. August 2011]).